# Lalbenque

Lalbenque este o comună în departamentul Lot din sudul Franței. În 2009 avea o populație de 1.544 de locuitori.

## Evoluția populației
| An        | 1975 | 1982 | 1990 | 1999  | 2006  | 2009  |
| --------- | ---- | ---- | ---- | ----- | ----- | ----- |
| Populație | 854  | 787  | 878  | 1.067 | 1.331 | 1.544 |